# فاطمة سالم الحاجي
فاطمة سالم الحاجي أكاديمية وروائية ليبية وعضو هيئة التدريس بجامعة طرابلس ومقيمة حاليا في تونس متخصصة في النقد ودرست بكندا وبريطانيا.

## عن حياتها
شاركت بأبحاث في العديد من الملتقيات الأكاديمية العلمية والأدبية، وكانت محكمة أبحاث مقدمة لمجلة «الحكمة» الصادرة عن قسم الفلسفة، جامعة الفاتح، وعضو لجنة التحكيم في رابطة الأدباء والكتاب، ليبيا، من سنة 1996 إلى 2000، ومحكمة أيضا في مجلة «جيل» للدراسات الأدبية والفكرية، مركز جيل للبحث العلمي. لبنان. عملت رئيسة قسم الترجمة بالمؤسسة العامة للثقافة وهي عضو برابطة الأدباء والكتاب الليبيين والهيئة العامة للصحافة.

## من أعمالها
صدر لها ثلاثة كتب نقدية: «القراءة النقدية الجديدة» (1998)، «مفهوم الزمن في الرواية الليبية» (1999)، و«الخطاب الروائي» (2007) الذي كتبته باللغة الإنجليزية وتُرجم إلى اللغة العربية لاحقا. كما صدر لها رواية بعنوان «صراخ الطابق السفلي» (2015). 